# Plastic Martyr
Plastic Martyr (San Diego, 4 de julio de 1989) es una actriz, cantante, presentadora de radio y modelo estadounidense.

## Biografía
Martyr nació el 4 de julio de 1989 en San Diego, ciudad del estado de California. A la edad de 14 años aceptó sus primeros trabajos como modelo. Fue recién después de 2010 que se sometió a su primera cirugía de afirmación de género. Durante la ceremonia de los Premios Emmy de 2010, fue víctima de supuestos insultos por parte de la actriz Lea Michele, pero no lo reveló hasta diez años después. En ese momento ella todavía estaba en transición, pero ya vivía una identidad femenina y por eso también usaba el baño de mujeres.
Martyr hizo su debut como actriz en la película Scumbag de 2017 y en un episodio de la serie de televisión Transparent. En 2021, tuvo un papel episódico en la serie de televisión Models Talk. En 2022, interpretó el papel de Wanda Smith en la película de ciencia ficción Battle for Pandora. En 2023, interpretó el papel de Krystal en la película Yellow Bird.
Es presentadora de un programa de radio en ZinnaTV. 

## Filmografía
- 2017: Scumbag
- 2017: Transparent (serie de televisión, episodio 4x05)
- 2021: Models Talk (serie de televisión, episodio 1x10)
- 2022: Battle for Pandora
- 2023: Yellow Bird

## Discografía

### Sencillos
- 2019: Love In The Dark, Sello: Capitol Music Group, Fecha de lanzamiento: 3 de mayo de 2019